# Mirage (Camel)
Mirage è un album del gruppo di rock progressivo, Camel, pubblicato il 1º marzo 1974 e registrato agli Island Studios e ai Decca Studios.
Nel giugno del 2015 la rivista Rolling Stone ha collocato l'album alla ventunesima posizione dei 50 migliori album progressive di tutti i tempi.

## Descrizione
Questo disco, pur arrivando in netto ritardo rispetto ai lavori degli altri artisti della scena di Canterbury, riesce comunque a far notare il gruppo per le doti dei singoli componenti, e a consacrarli nel panorama rock progressive.  Le tracce sono tutte ben composte e i testi citano tematiche strettamente fantasy, traendo ispirazione dai libri di Tolkien, come si può notare in Nimrodel/The Procession/The White Rider.
la copertina dell’album ritrae la confezione dell’omonima marca di sigarette. Questa fu una mossa della Decca Records, che pensava che pubblicizzare la marca di sigarette, sfruttando il nome della band, fosse una buona mossa di marketing. Questa collaborazione fu attuata anche dalla camel stessa, che mise in commercio dei pacchetti di sigarette da quattro stecche, con sul retro stampata la tracklist del disco.

## Tracce
Lato A
1. Freefall – 5:55 (Peter Bardens)
2. Supertwister – 3:20 (Peter Bardens)
3. Nimrodel/The Procession/The White Rider – 9:18 (Andrew Latimer)

Lato B
1. Earthrise – 6:50 (Andrew Latimer, Peter Bardens)
2. Lady Fantasy – 12:59 (Andrew Latimer, Andy Ward, Doug Ferguson, Peter Bardens)

Edizione CD del 2002, pubblicato dalla Deram Records (UICY-9205)
1. Freefall – 5:52 (P. Bardens)
2. Supertwister – 3:18 (P. Bardens)
3. Nimrodel/The Procession/The White Rider – 9:16 (A. Latimer)
4. Earthrise – 6:40 (A. Latimer, P. Bardens)
5. Lady Fantasy: Encounter/Smiles for You/Lady Fantasy – 12:43 (A. Latimer, A. Ward, D. Ferguson, P. Bardens)
6. Supertwister – 3:14 (P. Bardens) – Bonus Track - Registrato dal vivo il 30 ottobre 1974 al Marquee Club di Londra (UK)
7. Mystic Queen – 6:09 (P. Bardens) – Bonus Track - Registrato dal vivo il 30 ottobre 1974 al Marquee Club di Londra (UK)
8. Arubaluba – 7:44 (P. Bardens) – Bonus Track - Registrato dal vivo il 30 ottobre 1974 al Marquee Club di Londra (UK)
9. Lady Fantasy: Encounter/Smiles for You/Lady Fantasy – 12:59 (A. Latimer, A. Ward, D. Ferguson, P. Bardens) – Bonus Track - Registrato nel novembre 1973 al Original Basing Street Studios

## Formazione
- Andrew Latimer - chitarra, voce, flauto
- Peter Bardens - organo, pianoforte, sintetizzatore (mini moog), mellotron, voce
- Doug Ferguson - basso elettrico
- Andy Ward - batteria, percussioni